# Capão Bonito
Capão Bonito är en kommun i Brasilien.   Den ligger i delstaten São Paulo, i den södra delen av landet, 900 km söder om huvudstaden Brasília. Antalet invånare är 46 178.
Följande samhällen finns i Capão Bonito:
- Capâo Bonito

I omgivningarna runt Capão Bonito växer i huvudsak städsegrön lövskog. Runt Capão Bonito är det ganska glesbefolkat, med 28 invånare per kvadratkilometer.